# افق: حماسه آمریکایی
افق: یک حماسه آمریکایی (به انگلیسی: Horizon: An American Saga) یک مجموعه فیلم آمریکایی متشکل از چهار فیلم در سبک فیلم حماسی و وسترن به کارگردانی، نویسندگی و تهیه کنندگی مشترک و همچنین با بازی کوین کاستنر، بر اساس فیلمنامه‌ای است که او با جان بیرد نوشته و بر اساس یک داستان اصلی ساخته شده‌است. نوشته شده توسط کاستنر، بیرد و مارک کاسدان. داستان بر شخصیت‌های داستانی متمرکز است و در آمریکای قبل و بعد از جنگ داخلی اتفاق می‌افتد و جزئیات کاوش در غرب آمریکا را نشان می‌دهد. این فیلم‌ها که یک دوره دوازده ساله را به تصویر می‌کشند.
فصل اول در ۱۹ مه ۲۰۲۴ در هفتاد و هفتمین جشنواره فیلم کن به نمایش درآمد و در ۲۸ ژوئن ۲۰۲۴ در ایالات متحده اکران شد. این فیلم با نقدهای متفاوتی از منتقدان روبرو شد و ۳۵ میلیون دلار در سراسر جهان فروخت و به یک ناامیدی در گیشه تبدیل شد. علیرغم استقبال ضعیف از فیلم، فیلم با فصل دوم ادامه یافت که اولین نمایش جهانی آن در هشتاد و یکمین جشنواره بین المللی فیلم ونیز بود و قرار است در تاریخ نامشخصی در اواخر سال ۲۰۲۴ اکران شود. تصویربرداری اصلی فصل سوم را در می ۲۰۲۴ آغاز شد، در حالی که فصل چهارم در حال توسعه است.

## خلاصه داستان
داستان فیلم مربوط به دوران قبل و بعد از جنگ داخلی آمریکا رخ می‌دهد که گسترش آمریکا در غرب را به تصویر می‌کشد.

## تولید
فیلمبرداری در ۲۹ اوت ۲۰۲۲ در جنوب یوتا آغاز شد، و در نوامبر فیلمبرداری تمام شد. در نوامبر ۲۰۲۲، کاستنر تأیید کرد که قسمت اول تکمیل شده است و قسمت بعدی قرار است در بهار ۲۰۲۳ فیلمبرداری شود. سرانجام فیلمبرداری قسمت دوم در مه ۲۰۲۳ آغاز شد.

### پیش تولید
کوین کاستنر اولین بار در سال ۱۹۸۸ این فیلم را به عنوان یک فیلم تک سفارش داد، و بعداً پس از انتشار فیلم چراگاه آزاد در سال ۲۰۰۳، با این پروژه به والت دیزنی پیکچرز نزدیک شد. در ژانویه ۲۰۲۲ اعلام شد که کاستنر قرار است علاوه بر ایفای نقش، کارگردانی و تهیه‌کنندگی این فیلم را نیز برعهده داشته باشد. در فوریه شروع به انتخاب بازیگر کرد. در آوریل، کمپانی‌های برادران وارنر و نیو لاین سینما به تولید این فیلم پیوستند.

## انتشار
فصل ۱ که به عنوان یک رویداد دو قسمتی توصیف می‌شود، در ۲۸ ژوئن ۲۰۲۴ منتشر می‌شود و فصل ۲ بعداً در ۱۶ اوت ۲۰۲۴ منتشر می‌شود.

## بازخوردها

### فصل یک

#### واکنش انتقادی
در وبگاه جمع‌آوری نقد راتن تومیتوز، ٪۳۵ از ۲۳ بررسی منتقدان مثبت است و میانگینِ امتیاز آن ۵٫۴/۱۰ است. این فیلم در متاکریتیک که از میانگین وزنی استفاده می‌کند، بر اساس نظر ۱۶ منتقدین امتیاز ۵۰ از ۱۰۰ را کسب کرده که نشان‌گر «نقدهای مختلط یا متوسط» است.

## فیلم‌ها
- افق: یک حماسه آمریکایی - بخش ۱ (۲۰۲۴)
- افق: یک حماسه آمریکایی - بخش ۲ (۲۰۲۴)
- افق: یک حماسه آمریکایی - بخش ۳ (۲۰۲۵)
- افق: یک حماسه آمریکایی - بخش ۴ (آینده)